# Ignacy Żagiell
Ignacy Żagiell (ur. 1 lutego 1826 w Powirynie albo w Kierpszyszkach na Wileńszyźnie, zm. 21 czerwca 1891 w Warszawie) – polski podróżnik, przyrodnik, pisarz, z wykształcenia lekarz.
Absolwent medycyny Uniwersytetu Kijowskiego z 1850 r. W 1859 zatrudnił się jako lekarz w brytyjskiej administracji w Indiach. Od 1860 do 1861 r. przebywał w Egipcie razem z Michałem Tyszkiewiczem. Od 1864 pracował jako lekarz w Turcji. W latach 70. XIX w. mieszkał w Wilnie. Pochowany na Powązkach.
Autor kilku artykułów medycznych oraz dwóch książek wydanych w Wilnie: Historja starożytnego Egiptu (1880) roku i opublikowanej przezeń jako opis swojej odbytej podróży: Podróż historyczna po Abissynii, Adel, Szoa, Nubii, u źródeł Nilu, z opisaniem jego wodospadów, oraz po krajach podrównikowych; do Mekki i Medyny, Syryi i Palestyny, Konstantynopolu i po Archipelagu (wydana w Wilnie w 1884 roku, reprint wydany w 2012 przez Wydawnictwo "Bernardinum" w Pelplinie). "Podróż historyczna po Abissynii..." została przeanalizowana przez Stanisława Chojnackiego, wieloletniego pracownika Instytutu Nauk Etiopskich w Addis-Abebie (1965), który wykazał, że praca ta zawiera tak liczne błędy rzeczowe, w tym opisanie spotkania z władcą Etiopii Sahle-Sllasi, który w istocie nie żył już wówczas od dawna, iż rzekomą podróż należy uznać za oszustwo. Wacław Słabczyński zwraca uwagę m.in. na fakt, że rzeczywiste odległości między poszczególnymi obiektami fizjograficznymi w terenie są wielokrotnie większe od podanych w Podróży... i według relacji Żagiella jego wyprawa musiałaby pokonywać w trudnym, nieznanym terenie nawet po kilkaset kilometrów dziennie. Podobną analizę, prowadzącą do analogicznego wniosku o tym, że podróż do Mekki i Medyny, a zwłaszcza po Abisynii i Sudanie, nie miała miejsca, przeprowadził Będkowski.
Będkowski powątpiewa także w prawdziwość tytułu książęcego, którym posługiwał się Żagiell oraz faktu obrony doktoratu w Paryżu. Z Egiptem, jak świadczą listy rosyjskiego konsula w Egipcie, Iwana M. Leksa (1834–1883), do jego zwierzchnika Nikołaja P. Ignatieva, kontakty Ignacego Żagiella trwały co najmniej do 1879 roku. Leks miał o Żagiellu nie najlepsze zdanie.